# آتروما
آتروما رگه‌ای سفت و چسبناک است که روی درون‌لایه سرخرگ رسوب می‌کند.

## واژه‌شناسی
آتروما (به انگلیسی: Atheroma) مشتق از کلمه یونانی ἀθήρα است که نوعی فرنی است  که اشاره به چسبناکی آن است. در متون فنی فارسی، غالباً کلمات آتروما یا پلاک دیده می‌شوند؛ هر چند فرهنگستان واژه چسب‌رگ‌تود را تصویب کرده‌است.

## تشکیل آتروما
آتروما تجمع مواد رسوبی در لایه داخلی (اینتیما) سرخرگ‌های متوسط و بزرگ است. بخش عمده‌ای از آتروماها از ماکروفاژها، چربی‌ها (مانند کلسترول) و کلسیم تشکیل شده‌است. مجرای درون رگ با ضخیم شدن لایه انتیما تنگ می‌شود. پلاکهای آترومی در تصلب شرایین دیده می‌شوند.
انجمن قلب آمریکا بر اساس اطلاعات حاصل از اتوپسی در سنین مختلف پیشنهاد نموده که ضایعات آترواسکلروزیس سیر خاصی را از دوران جوانی تا سنین بالاتر طی می‌کند و در بیماران مبتلا به نوع شدید و علامت دار این ضایعه، مخلوطی از تمام این تغییرات بافتی مشاهده می‌شود. بر اساس این بررسی، ضایعه از تشکیل نوارهای درخشنده چربی (Fatty Streaks) در لایه انتیما در افراد جوان که حاوی سلول‌های حباب دار است شروع و در سیر خود به پلاک فیبروآتروماتو (Fibroatheromatous)، پلاک فیبروزه (Fibrous) و پلاک‌های عارضه دار (Complicated plaque) تبدیل می‌شود.
با توجه به آن که هیپرکلسترولمی، دیابت، کشیدن سیگار، چاقی، پرفشاری خون و زندگی بی تحرک و نشسته از عوامل خطرساز در بروز این ضایعات شناخته شده‌اند تا ۱۰ سال قبل تصور می‌شد که با کنترل این عوامل به ویژه هیپرکلسترولمی و پرفشاری خون، بتوان تا آخر قرن بیستم ابتلا به بیماری‌های کرونری را محدود ساخت. اما به نظر می‌رسد وجود عوامل دیگری موجب شکست در این امر شده‌است.

## روند آتروما
این ضایعه از سلول‌ها، عناصر موجود در بافت همبند، چربی و مواد حاصل از تخریب سلولی تشکیل شده‌است.
سلول‌های التهابی و ایمنی که از خون وارد این ضایعه می‌شوند یکی از بخش‌های اصلی این ضایعه را تشکیل می‌دهند. باقی سلول‌هایی که در ساختار این ضایعه دیده می‌شوند عبارت‌اند از سلول‌های اندوتلیوم و عضلات صاف همچنین سلول‌هایی با ظاهر حباب دار و کف آلود (Foam cells) همراه با قطرات چربی آزاد خارج سلولی در مرکز ضایعه آترومی دیده می‌شوند که توسط یک سرپوش متشکل از سلول‌های عضلانی و یک ماده زمینه‌ای پر از کلاژن محدود شده‌اند.
سلول‌های لنفوسیت تی، ماکروفاژها و ماست سل‌ها به این ضایعه نفوذ نموده و به ویژه در کناره‌های ضایعه که برجستگی آن به شکل یک لبه به بخش سالم درونی رگ می‌پیوندد (و حالت شانه مانندی در اطراف ضایعه به وجود می‌آورد) به تعداد زیاد دیده می‌شوند (از این محل شانه مانند است که ضایعه آترومی گسترش می‌یابد).
علائم حاکی از فعالیت التهابی در بسیاری از سلول‌های ایمنی موجود در آتروم دیده شده و سیتوکین‌های بسیاری توسط این سلول‌ها تولید می‌گردد.
به نظر می‌رسد هیپرکلسترولمی موجب فعال شدن موضعی سلول‌های اندوتلیوم در شریان‌های بزرگ و متوسط گشته و احتباس لیپویروتئین‌ها، به ویژه با چگالی کم (LDL)، در لایه انتیما عامل اصلی در شروع روند تشکیل آتروم باشد.
اکسیداسیون این لیپوپروتئین‌ها توسط رادیکال‌های آزاد که توسط ماکروفاژها تولید می‌گردد و تغییر آنزیمی آن‌ها در انتیما موجب تولید لیپیدهایی می‌شود که از نظر حیاتی فعال می‌باشند. سلول‌های اندوتلیوم و عضلانی صاف موجود در محیط آتروم ممکن است دارای نقش مهمی نیز در این روند باشند.
این لیپوپروتئین‌های اکسید شده باعث آزاد شدن فسفولیپیدهایی می‌شوند که سلول‌های اندوتلیوم را به ویژه در محل‌هایی از رگ که تحت فشار همودینامیک است فعال می‌سازند. LDLهای اکسیده شده خود محرک واکنش‌های التهابی بوده موجب جذب مونوسیت‌های خون و بسیج و تکثیر ماکروفاژهای حاصل از مونوسیت‌های جذب شده می‌گردد. این واکنش‌های التهابی برای از بین بردن LDLهای اکسیده شده پدید می‌آید. در این سیر، چربی‌های اکسیده شده ماکروفاژها را بیشتر فعال کرده و پدیده اکسیداسیون خود را تشدید می‌کنند.
درحضور هیپرکلسترولمی، پاسخ‌های التهابی که برای خنثی کردن اثر LDLهای اکسیده شده آغاز می‌شوند نمی‌توانند عملکرد خود را کامل کنند و در عوض چرخه التهاب، اکسیده شدن لیپوپروتئین‌ها و و بروز التهاب بیشتر در انتیما باقی می‌ماند. لنفوسیت‌های T که از مراحل اولیه در ضایعه آترواسکلروتیک حضور دارند واکنش‌های التهابی را به صورت یک چرخه معیوب تشدید می‌کنند. سلول‌های ماکروفاژ و عضلات صاف با ولع لیپوپروتئین‌های اکسیده را می‌بلعند و سیتوپلاسم آن‌ها از قطرات حاوی استرهای کلستریل پر شده و به آن‌ها ظاهر حباب دار و کف آلود (Foam cells) می‌دهد.